# Júlio Braga (pianista)
Júlio Faria da Silva Braga (Olinda, 24 de abril de 1918 - Recife, 10 de outubro de 1993) foi um pianista e compositor brasileiro.

## Biografia
Nasceu na cidade de Olinda, no dia 24 de abril de 1918. Era filho primogênito de Pedro Affonso da Silva Braga e Branca Faria da Silva Braga.
Aos oito anos compôs sua primeira peça e aos dez fez seu primeiro concerto no Teatro Santa Isabel, em Recife.
Júlio Braga estudou no Conservatório Pernambucano de Música e foi dedicado discípulo do reconhecido professor e pianista Manuel Augusto dos Santos. Já na década de 1930 realizava concertos por vários estados do país.
Desde o início dos seus estudos, Júlio Braga demonstrou o grande pianista e compositor que seria em breve.
Realizou dezenas de concertos do Norte ao Sul do Brasil.
Em 1948, venceu o Concurso `Philips da Holanda, realizado no Rio de Janeiro, conseguindo a primeira colocação por unanimidade entre os pianistas brasileiros, o que lhe abriu as portas para os concertos internacionais. Recebeu como prêmio uma viagem a Europa e do Governo Pernambucano, na época, Barbosa Lima Sobrinho, uma bolsa de permanência para  aperfeiçoar seus estudos em Paris.
Realizou concertos na França, Holanda, Inglaterra. Em seguida, apresentou-se na Venezuela, Porto Rico, Trinidad e Tobago e Estados Unidos, sempre recebendo as críticas mais favoráveis. Foi excelente intérprete de Johann Sebastian Bach, Mozart, Chopin, Claude Debussy, Prokofiev, Brahms, Schumann, Weber e, claro, Heitor Villa-Lobos. Além desse consagrado compositor, Júlio Braga sempre fez questão de incluir em seus concertos outros grandes compositores brasileiros, divulgando, assim, a boa música nacional em outros países. Suas atuações mais marcantes, no exterior, foram, sem dúvida, a do dia 25 de novembro de 1948, na Maison Gaveau, em Paris e a de 19 de julho de 1959, no Carnegie Hall, em Nova Iorque, onde apresentou, entre os clássicos costumeiros, o seu Allegro Apassionato. Sua breve turnê pelos Estados Unidos, naquele ano, incluiu ainda concertos no Carl Fischer Concert Hall e no Steinway Hall, ambos em Nova Iorque, além de apresentações na Florida e em Washington, DC, com elogiosa repercussão na imprensa.
Em 1964 voltou definitivamente para o Brasil, após ter sido professor catedrático das Universidades de Música de Caracas e Maracaibo na Venezuela.
O compositor faleceu em Recife, no dia 10 de outubro de 1993.
Durante alguns anos Júlio Braga foi lembrado e homenageado nos Concertos Olindenses, realizados na data de sua morte, com o apoio da Prefeitura da cidade de Olinda. Nessas ocasiões, sua música foi executada pela grande pianista pernambucana, Graciéte Câmara Quadros, sua amiga fraterna.
Júlio Braga foi casado por alguns anos com Rosália Melo da Silva Braga, com quem teve dois filhos, Cecília Vera Braga Vasconcelos e Júlio Clemente da Silva Braga.

## Obra
Júlio Braga deixou cerca de 160 peças, editadas e muitas manuscritas. Escreveu para piano, canto, violino, clarinete, fagote, oboé, viola, violão,flauta e orquestra. Dentre as mais significativas, estão:
- Allegro Apassionato
- Dança Afro-Brasileira
- Acalanto
- Chôro n. 1
- Panis Angelicus
- Tocattina